# All-NBA Team 1950-1960
Cestisti inseriti nell'All-NBA Team per il periodo 1950-1960
A partire dalla stagione 1955-1956 i quintetti vennero nominati in base al criterio dei ruoli in campo: due guardie, due ali e un centro.

## Elenco
|           | Membri del Naismith Memorial Basketball Hall of Fame |
| Grassetto | NBA Most Valuable Player (a partire dal 1955-1956 )  |

| Stagione  |                                 |                        |                    |                       |
| Stagione  | 1º quintetto                    | 1º quintetto           | 2º quintetto       | 2º quintetto          |
| Stagione  | Giocatore                       | Squadra                | Giocatore          | Squadra               |
| --------- | ------------------------------- | ---------------------- | ------------------ | --------------------- |
| 1950-1951 | George Mikan (3)                | Minneapolis Lakers     | Dolph Schayes (2)  | Syracuse Nationals    |
| 1950-1951 | Alex Groza (2)                  | Indianapolis Olympians | Frankie Brian (2)  | Tri-Cities Blackhawks |
| 1950-1951 | Ed Macauley                     | Boston Celtics         | Vern Mikkelsen     | Minneapolis Lakers    |
| 1950-1951 | Bob Davies (3)                  | Rochester Royals       | Joe Fulks (4)      | Philadelphia Warriors |
| 1950-1951 | Ralph Beard (2)                 | Indianapolis Olympians | Dick McGuire       | New York Knicks       |
| 1951-1952 | George Mikan (4)                | Minneapolis Lakers     | Larry Foust        | Fort Wayne Pistons    |
| 1951-1952 | Ed Macauley (2)                 | Boston Celtics         | Vern Mikkelsen (2) | Minneapolis Lakers    |
| 1951-1952 | Paul Arizin                     | Philadelphia Warriors  | Jim Pollard (3)    | Minneapolis Lakers    |
| 1951-1952 | Bob Cousy                       | Boston Celtics         | Bobby Wanzer       | Rochester Royals      |
| 1951-1952 | Bob Davies (4) (pari merito)    | Rochester Royals       | Andy Phillip       | Philadelphia Warriors |
| 1951-1952 | Dolph Schayes (3) (pari merito) | Syracuse Nationals     | Andy Phillip       | Philadelphia Warriors |
| 1952-1953 | George Mikan (5)                | Minneapolis Lakers     | Bill Sharman       | Boston Celtics        |
| 1952-1953 | Bob Cousy (2)                   | Boston Celtics         | Vern Mikkelsen (3) | Minneapolis Lakers    |
| 1952-1953 | Neil Johnston                   | Philadelphia Warriors  | Bobby Wanzer (2)   | Rochester Royals      |
| 1952-1953 | Ed Macauley (3)                 | Boston Celtics         | Bob Davies (5)     | Rochester Royals      |
| 1952-1953 | Dolph Schayes (4)               | Syracuse Nationals     | Andy Phillip (2)   | Philadelphia Warriors |
| 1953-1954 | Bob Cousy (3)                   | Boston Celtics         | Ed Macauley (4)    | Boston Celtics        |
| 1953-1954 | Neil Johnston (2)               | Philadelphia Warriors  | Jim Pollard (4)    | Minneapolis Lakers    |
| 1953-1954 | George Mikan (6)                | Minneapolis Lakers     | Carl Braun (2)     | New York Knicks       |
| 1953-1954 | Dolph Schayes (5)               | Syracuse Nationals     | Bobby Wanzer (3)   | Rochester Royals      |
| 1953-1954 | Harry Gallatin                  | New York Knicks        | Paul Seymour       | Syracuse Nationals    |
| 1954-1955 | Neil Johnston (3)               | Philadelphia Warriors  | Vern Mikkelsen (4) | Minneapolis Lakers    |
| 1954-1955 | Bob Cousy (4)                   | Boston Celtics         | Harry Gallatin (2) | New York Knicks       |
| 1954-1955 | Dolph Schayes (6)               | Syracuse Nationals     | Paul Seymour (2)   | Syracuse Nationals    |
| 1954-1955 | Bob Pettit                      | Milwaukee Hawks        | Slater Martin      | Minneapolis Lakers    |
| 1954-1955 | Larry Foust (2)                 | Fort Wayne Pistons     | Bill Sharman (2)   | Boston Celtics        |
| 1955-1956 | Bob Pettit (2)                  | St. Louis Hawks        | Dolph Schayes (7)  | Syracuse Nationals    |
| 1955-1956 | Paul Arizin (2)                 | Philadelphia Warriors  | Maurice Stokes     | Rochester Royals      |
| 1955-1956 | Neil Johnston (4)               | Philadelphia Warriors  | Clyde Lovellette   | Minneapolis Lakers    |
| 1955-1956 | Bob Cousy (5)                   | Boston Celtics         | Slater Martin (2)  | Minneapolis Lakers    |
| 1955-1956 | Bill Sharman (3)                | Boston Celtics         | Jack George        | Philadelphia Warriors |
| 1956-1957 | Paul Arizin (3)                 | Philadelphia Warriors  | George Yardley     | Fort Wayne Pistons    |
| 1956-1957 | Dolph Schayes (8)               | Syracuse Nationals     | Maurice Stokes (2) | Rochester Royals      |
| 1956-1957 | Bob Pettit (3)                  | St. Louis Hawks        | Neil Johnston (5)  | Philadelphia Warriors |
| 1956-1957 | Bob Cousy (6)                   | Boston Celtics         | Dick Garmaker      | Minneapolis Lakers    |
| 1956-1957 | Bill Sharman (4)                | Boston Celtics         | Slater Martin (3)  | St. Louis Hawks       |
| 1957-1958 | Dolph Schayes (9)               | Syracuse Nationals     | Cliff Hagan        | St. Louis Hawks       |
| 1957-1958 | George Yardley (2)              | Fort Wayne Pistons     | Maurice Stokes (4) | Cincinnati Royals     |
| 1957-1958 | Bob Pettit (4)                  | St. Louis Hawks        | Bill Russell       | Boston Celtics        |
| 1957-1958 | Bob Cousy (7)                   | Boston Celtics         | Tom Gola           | Philadelphia Warriors |
| 1957-1958 | Bill Sharman (5)                | Boston Celtics         | Slater Martin (4)  | St. Louis Hawks       |
| 1958-1959 | Bob Pettit (5)                  | St. Louis Hawks        | Paul Arizin (4)    | Philadelphia Warriors |
| 1958-1959 | Elgin Baylor                    | Minneapolis Lakers     | Cliff Hagan (2)    | St. Louis Hawks       |
| 1958-1959 | Bill Russell (2)                | Boston Celtics         | Dolph Schayes (10) | Syracuse Nationals    |
| 1958-1959 | Bob Cousy (8)                   | Boston Celtics         | Slater Martin (5)  | St. Louis Hawks       |
| 1958-1959 | Bill Sharman (6)                | Boston Celtics         | Richie Guerin      | New York Knicks       |
| 1959-1960 | Bob Pettit (6)                  | St. Louis Hawks        | Jack Twyman        | Cincinnati Royals     |
| 1959-1960 | Elgin Baylor (2)                | Minneapolis Lakers     | Dolph Schayes (11) | Syracuse Nationals    |
| 1959-1960 | Wilt Chamberlain                | Philadelphia Warriors  | Bill Russell (3)   | Boston Celtics        |
| 1959-1960 | Bob Cousy (9)                   | Boston Celtics         | Richie Guerin (2)  | New York Knicks       |
| 1959-1960 | Gene Shue                       | Detroit Pistons        | Bill Sharman (7)   | Boston Celtics        |